# تحالف روسيا–سوريا–إيران–العراق
تحالف روسيا–سوريا–إيران–العراق يشار إليه أيضًا بعبارة 4+1 (التي يشير فيها «زائد واحد» إلى حزب الله اللبناني)، وهو تعاون مشترك لتبادل المعلومات بين معارضي تنظيم الدولة الإسلامية (داعش) مع غرف عمليات في دمشق والمنطقة الخضراء العراقية في بغداد. وقد شكل نتيجة لاتفاق تم التوصل إليه في نهاية سبتمبر 2015 بين روسيا، إيران والعراق وسوريا «للمساعدة والتعاون في جمع المعلومات حول جماعة داعش الإرهابية» بهدف مكافحة التقدم الذي حققته المجموعة وفقًا للبيان الصادر عن قيادة العمليات المشتركة العراقية. وأشار البيان أيضًا إلى «القلق المتزايد الذي يساور روسيا إزاء آلاف الإرهابيين الروس الذين يرتكبون أعمالًا إجرامية ضمن داعش».

## الخلفية
ظهر تنظيم داعش منذ سنة 2003م، في العراق وفي عام 2013، توسَّع إلى سوريا، وتبنى اسم الدولة الإسلامية في العراق والشام،
ثم تمكن التنظيم من السيطرة على العديد من المدن في كلا البلدين.
وفي عام 2014 دعت الإدارة الأمريكية لتشكيل تحالفا دوليا لمواجهة تنظيم داعش وقد وافق عدد من الدول الأوروبية والعربية والشرق أوسطية على المشاركة.
ولكن شككت الحكومة السورية بأهداف التحالف الدولي معتقدةً، بأنّ الأهداف الحقيقية لهذا التحالف هو تدمير الدولة السورية، لا سيما أن معظم الدول المشاركة في هذا التحالف سعت منذ سنوات لإسقاط نظام الأسد. حيث قال الرئيس السوري بشار الأسد : «كيف يمكن للولايات المتحدة وحلفائها أن يقوموا بمكافحة الإرهاب وبنفس الوقت أقرب حلفائهم، في حكومة [الرئيس التركي رجب طيب] أردوغان، يقومون بدعم الإرهابيين؟»
ورفضت روسيا الانضمام للتحالف معتبرةً بأن نشاطاته غير شرعي ومن دون تفويض أممي وطلب الحكومة السورية.
حيث أشار المندوب الروسي بأن أعضاء التحالف تلقو موافقة الحكومة العراقية لكنهم لم يحصلوا على موافقة الحكومة السورية
ووصف أيضا الرئيس الإيراني، حسن روحاني، هذه العمليات بغير الشرعية.

## التحالف
في نهاية سبتمبر 2015، قررت روسيا وإيران وسوريا والعراق على إنشاء مركز معلوماتي يضم ممثلي هيئات أركان جيوش الدول الأربع.
ويهدف المركز جمع ومعالجة وتحليل المعلومات عن الوضع في منطقة الشرق الأوسط وتوزيعها على هيئات أركان القوات المسلحة للدول المشاركة في المركز وذلك لتنسيق العمليات العسكرية لمحاربة تنظيم داعش.
وسيترأس العراق المركز لمدة 3 أشهر، وفقاً لما تم الاتفاق عليه بين الدول الأربع، وسيتناوب إدارة المركز بين ضباط من سوريا والعراق وإيران على ألا تتجاوز فترة إدارة كل طرف ثلاثة أشهر.
واشار الرئيس الروسي إلى أن إنشاء المركز المعلوماتي هو لهدف توحيد جهود دول المنطقة في مواجهة الإرهاب وتنظيم داعش وذلك من خلال تشكيل لجنة لتنسيق العمليات وإدارة قوات روسية وسورية وعراقية وإيرانية في محاربة داعش.
وأشار المندوب الروسي إلى «أن محاربة داعش بجهود مشتركة قد تساعد أطراف الازمة في سوريا على إيجاد سبل تسوية الخلافات بينها.»

## موقف الجهات

### أطراف مؤيدة
- الحشد الشعبي: وفيما أعلنت خلية الإعلام الحربي التابعة للحشد الشعبي ترحيبها بوصول ضباط استخبارات روس وإيرانيين اعتبر النائب محمد الكربولي عضو لجنة الأمن والدفاع وعضو تحالف القوى الوطنية أن الاتفاق الرباعي بين روسيا وإيران وسوريا والعراق يجعل سيادة البلاد في مهب الريح ويحول العراق إلى ساحة لتصفية الخصومات الدولية.
- موفق الربيعي:ودعا النائب موفق الربيعي عن ائتلاف دولة القانون (بزعامة نوري المالكي) إلى تشكيل تحالف إقليمي دولي جديد يضم حزب الله اللبناني إضافة إلى العراق وروسيا وسوريا وإيران.
- الائتلاف الوطني العراقي :نجد أن التحالف الوطني يرحب بالاتفاق الرباعي، عازيا سبب إبرام الاتفاق في هذا الوقت إلى استفحال تنظيم «داعش» وتماديه في سياسته الهمجية.

### أطراف رافضة
- التحالف الكردستاني: وفيما يقف التحالف الكردستاني مع موقف تحالف القوى الوطنية في الجانب غير المرحب بغرفة بغداد.
- الفصائل السنية: قالت مصادر عراقية أن الفصائل السنية المسلحة المعارضة ترفض «التحالف الرباعي» بين العراق وسورية وإيران وروسيا، وأعلنت أن التدخل الروسي «سيخلق فوضى جديدة تضر بالسنّة بعد الفوضى التي خلفها التحالف الدولي بقيادة الولايات المتحدة».[17][18]

## بدء غرفة عمليات بغداد
بدأ العراق في قصف أهداف لتنظيم داعش الإرهابي بمساندة مركز المعلوماتي حسب ما قال رئيس لجنة الأمن والدفاع في البرلمان العراقي وما زال المركز الذي يعمل مند اسبوع ويضم 6 أعضاء من كل بلد بحسب ما ذكرة رئيس لجنة الأمن والدفاع في البرلمان العراقي ل وكالة رويترز للأنباء وقال مسؤول عراقي -طالبآ عدم ذكر اسمه- أن هنالك جنراليين روسيين في مركز الاستخباراتي في هذه الأثناء، أعلن رئيس الوزراء العراقي، حيدر العبادي، انطلاق المرحلة الثانية من عمليات عسكرية تهدف إلى تحرير محافظة صلاح الدين بالكامل، بما فيها مصفاة بيجي.

## انظر ايضًا
- التورط الأجنبي في الحرب الأهلية السورية